# OOPSLA

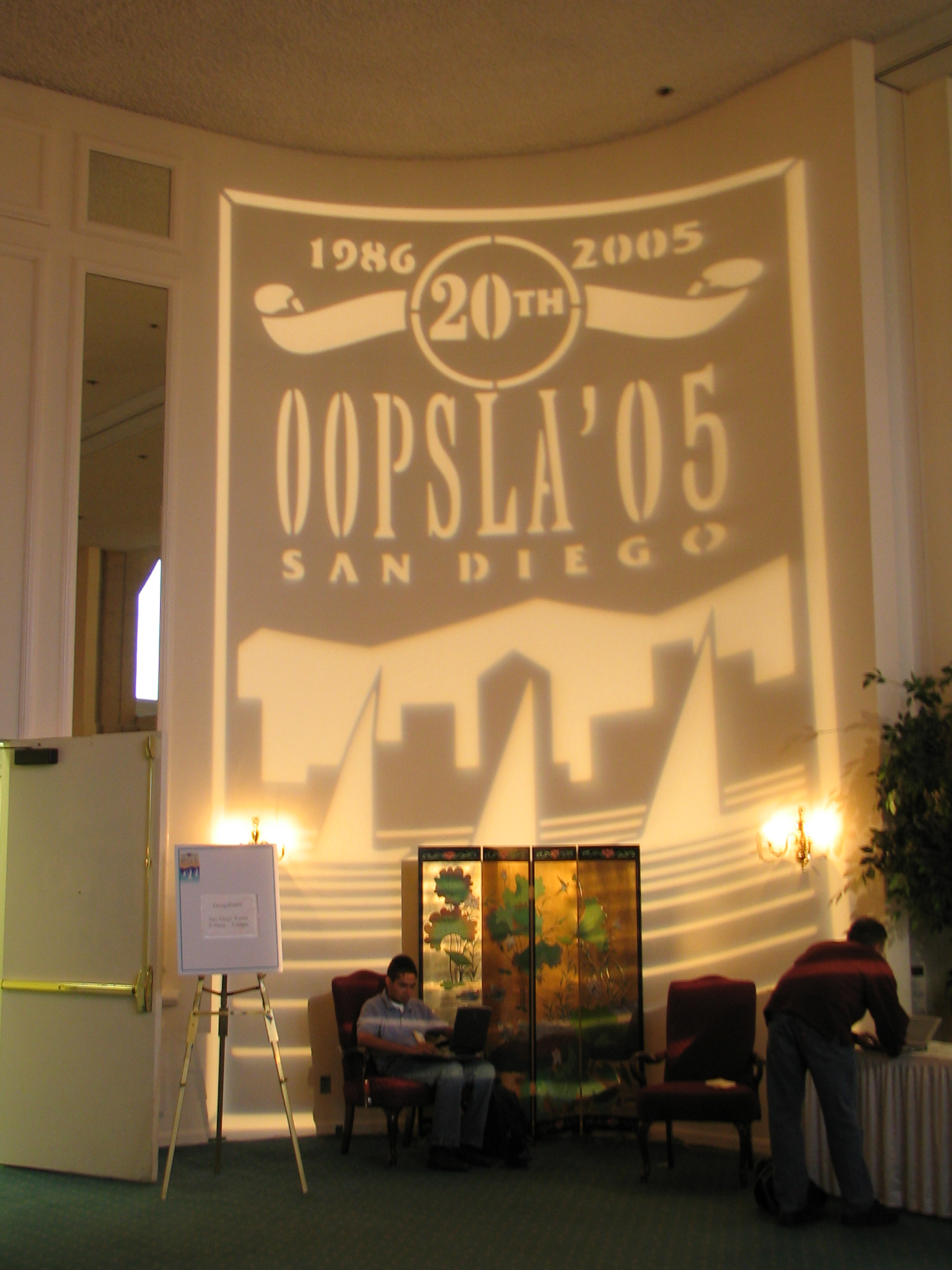
de la conférence en 2005 à San Diego aux États-Unis.

OOPSLA (en anglais « Object-Oriented Programming, Systems, Languages & Applications ») est une conférence annuelle organisée aux États-Unis par le SIGPLAN de la société savante ACM.

## Lieux et organisateurs
| No | Année | Lieu                | Pays       | Province                | Président de la Conférence                            | Coordination        |
| -- | ----- | ------------------- | ---------- | ----------------------- | ----------------------------------------------------- | ------------------- |
| 34 | 2019  | Athènes             | Grèce      | Attique                 | Yannis Smaragdakis                                    | Eelco Visser        |
| 33 | 2018  | Boston              | États-Unis | Massachusetts           | Jan Vitek                                             | Manu Sridharan      |
| 32 | 2017  | Vancouver           | Canada     | Colombie-Britannique    | Gail Murphy                                           | Jonathan Aldrich    |
| 31 | 2016  | Amsterdam           | Pays-Bas   | Hollande-Septentrionale | Eelco Visser                                          | Yannis Smaragdakis  |
| 30 | 2015  | Pittsburgh          | États-Unis | Pennsylvanie            | Jonathan Aldrich                                      | Patrick Eugster     |
| 29 | 2014  | Portland            | États-Unis | Oregon                  | Andrew Black                                          | Todd Millstein      |
| 28 | 2013  | Indianapolis        | États-Unis | Indiana                 | Antony Hosking, Patrick Eugster                       | Cristina V. Lopes   |
| 27 | 2012  | Tucson              | États-Unis | Arizona                 | Gary T. Leavens                                       | Matt Dwyer          |
| 26 | 2011  | Portland            | États-Unis | Oregon                  | Cristina V. Lopes                                     | Kathleen S. Fisher  |
| 25 | 2010  | Reno                | États-Unis | Nevada                  | William R. Cook                                       | Martin Rinard       |
| 24 | 2009  | Orlando             | États-Unis | Floride                 | Shail Arora                                           | Gary T. Leavens     |
| 23 | 2008  | Nashville           | États-Unis | Tennessee               | Gail E. Harris                                        | Gregor Kiczales     |
| 22 | 2007  | Montréal            | Canada     | Québec                  | Richard P. Gabriel                                    | David Bacon         |
| 21 | 2006  | Portland            | États-Unis | Oregon                  | Peri Tarr                                             | William Cook        |
| 20 | 2005  | San Diego           | États-Unis | Californie              | Ralph Johnson                                         | Richard P. Gabriel  |
| 19 | 2004  | Vancouver           | Canada     | Colombie-Britannique    | John Vlissides                                        | Doug Schmidt        |
| 18 | 2003  | Anaheim             | États-Unis | Californie              | Ron Crocker                                           | Guy L. Steele, Jr.  |
| 17 | 2002  | Seattle             | États-Unis | Washington              | Mamdouh Ibrahim                                       | Satoshi Matsuoka    |
| 16 | 2001  | Baie de Tampa       | États-Unis | Floride                 | Linda Northrop                                        | John Vlissides      |
| 15 | 2000  | Minneapolis         | États-Unis | Minnesota               | Mary Beth Rosson                                      | Doug Lea            |
| 14 | 1999  | Denver              | États-Unis | Colorado                | Brent Hailpern                                        | Linda Northrop      |
| 13 | 1998  | Vancouver           | Canada     | Colombie-Britannique    | Bjorn Freeman-Benson                                  | Craig Chambers      |
| 12 | 1997  | Atlanta             | États-Unis | Géorgie                 | Mary Loomis                                           | Toby Bloom          |
| 11 | 1996  | San José            | États-Unis | Californie              | Lougie Anderson                                       | James Coplien       |
| 10 | 1995  | Austin              | États-Unis | Texas                   | Rebecca Wirfs-Brock                                   | Mary Loomis         |
| 9  | 1994  | Portland            | États-Unis | Oregon                  | Jeff McKenna                                          | J. Eliot B. Moss    |
| 8  | 1993  | Washington          | États-Unis |                         | Timlynn Babitsky et Jim Salmons                       | Ralph Johnson       |
| 7  | 1992  | Vancouver           | Canada     | Colombie-Britannique    | John Pugh                                             | Rebecca Wirfs-Brock |
| 6  | 1991  | Phoenix             | États-Unis | Arizona                 | John Richards                                         | Alan Snyder         |
| 5  | 1990  | Ottawa              | Canada     | Ontario                 | David Thomas et Pierre Cointe (organisé avec l'ECOOP) | Akinori Yonezawa    |
| 4  | 1989  | La Nouvelle-Orléans | États-Unis | Louisiane               | George Bosworth                                       | Kent Beck           |
| 3  | 1988  | San Diego           | États-Unis | Californie              | Alan Otis et Larry Tesler                             | Kurt Shmucker       |
| 2  | 1987  | Orlando             | États-Unis | Floride                 | Adele Goldberg et Chet Wisinski                       | Jerry L. Archibald  |
| 1  | 1986  | Portland            | États-Unis | Oregon                  | Daniel G Bobrow et Alan Purdy                         | Daniel Ingalls      |